# Никольское (Медынский район)
Нико́льское — деревня в Медынском районе Калужской области России. Входит в состав сельского поселения «Село Передел»

## География
Находится в пределах Смоленско-Московской возвышенности Русской равнины, у реки Лужа. Фактически слилось с селом Передел, административным центром сельского поселения.

## Население
| 2002 | 2010 |
| ---- | ---- |
| 43   | ↘30  |

## Инфраструктура
Личное подсобное хозяйство с зоной сельскохозяйственного использования, индивидуальная застройка усадебного типа.
Объекты социальной инфраструктуры — школа, ФАП, магазины и прочее — в пешей доступности в соседнем селе Передел.

## Транспорт
В соседнем селе Передел автобусная остановка. Регулярные рейсы до города Медынь.